# Good for You (Selena Gomez)
Good for You è un singolo della cantante statunitense Selena Gomez, pubblicato il 22 giugno 2015 come primo estratto dal secondo album in studio Revival.

## Descrizione
Il brano è stato composto da Julia Michaels, Justin Tranter, Sir Nolan, Nick Monson e ASAP Rocky e presenta la partecipazione vocale di quest'ultimo (prima collaborazione in assoluto della cantante con un rapper). La produzione di Good for You è stata affidata a Nolan e Monson, con Rocky e Hector Delgado nel ruolo di coproduttori.
Registrato in appena 45 minuti, il brano presenta sonorità pop e R&B.

## Video musicale
Il videoclip, diretto da Sophie Muller, è stato pubblicato sul canale Vevo della Gomez il 26 giugno 2015 ed è caratterizzato dall'assenza della strofa cantata da ASAP Rocky, oltreché da una base differente. Il video ha ottenuto la Certificazione Vevo per aver ottenuto più di 100 milioni di visite.
Il 18 agosto 2015, attraverso il canale Vevo di ASAP Rocky, è stato pubblicato il video con la versione originale esplicita del singolo.

## Accoglienza
Good for You è stato ben accolto dalla critica, che ha notato come rappresentasse una crescita artistica della Gomez. Alcuni critici hanno paragonato la vocalità di Selena Gomez a quella di Imogen, Lana e Lorde. Il timbro della Gomez nella canzone è malinconico e brillante con delle velocizzazioni nel ritornello che danno un tocco di originalità professionale alla canzone.

## Tracce
Download digitale
1. Good for You (feat. ASAP Rocky) – 3:40

Download digitale – Remixes
1. Good for You (Nebbra Remix) – 4:01
2. Good for You (Yellow Claw & Cesqeaux Remix) – 3:01
3. Good for You (KASBO Remix) – 3:41

Download digitale – Phantoms Remix
1. Good for You (Phantoms Remix) – 4:07

## Classifiche
| Classifica (2015) | Posizione massima |
| ----------------- | ----------------- |
| Australia         | 10                |
| Austria           | 27                |
| Belgio (Fiandre)  | 25                |
| Belgio (Vallonia) | 27                |
| Canada            | 8                 |
| Danimarca         | 11                |
| Finlandia         | 20                |
| Francia           | 14                |
| Germania          | 29                |
| Irlanda           | 26                |
| Italia            | 26                |
| Libano            | 8                 |
| Lussemburgo       | 9                 |
| Norvegia          | 9                 |
| Nuova Zelanda     | 14                |
| Paesi Bassi       | 31                |
| Regno Unito       | 23                |
| Repubblica Ceca   | 3                 |
| Slovacchia        | 6                 |
| Spagna            | 9                 |
| Stati Uniti       | 5                 |
| Svezia            | 24                |
| Svizzera          | 27                |